# シネマスコーレ

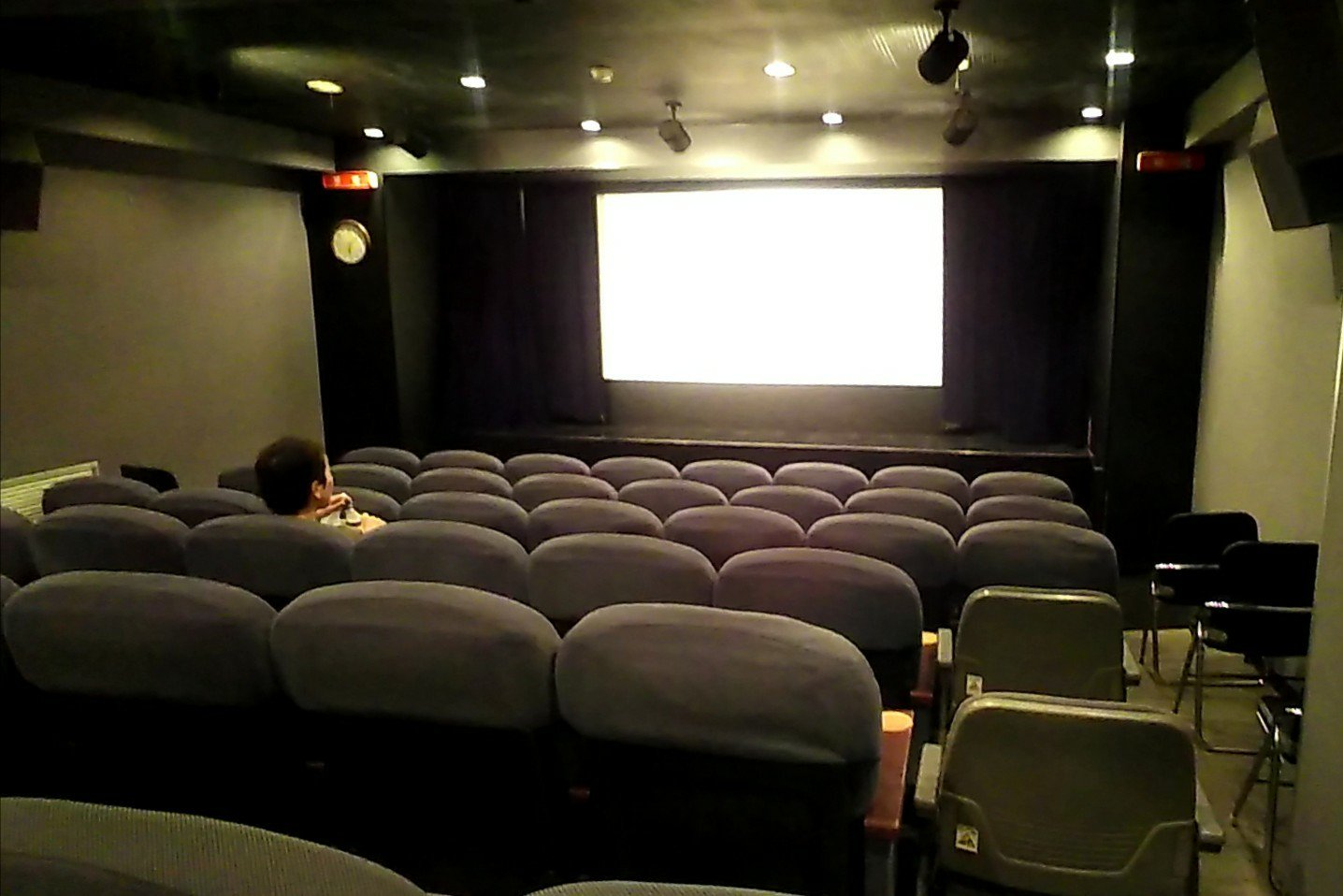
ホール

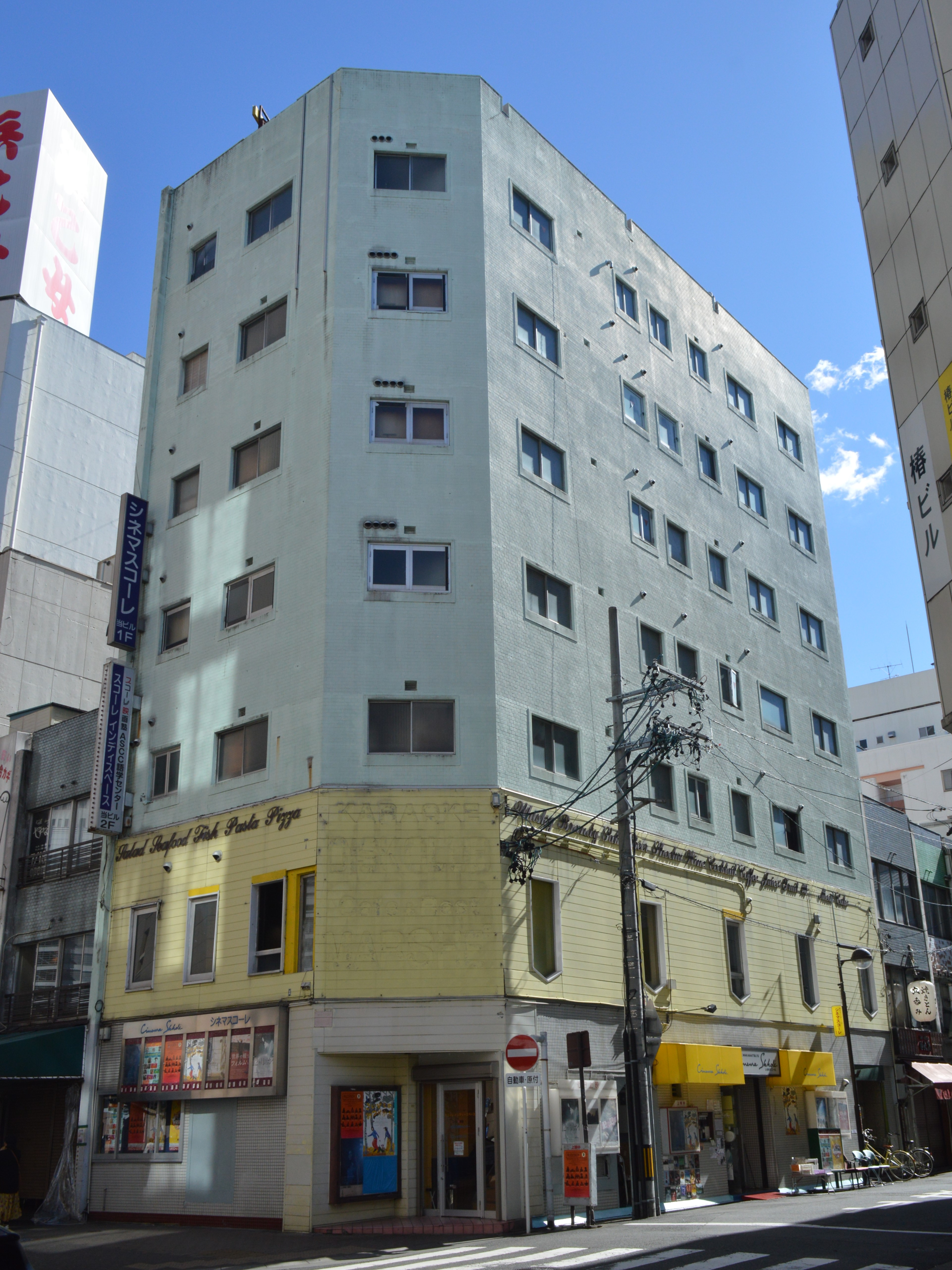
シネマスコーレが入るアートビル

シネマスコーレ（Cinema Skhole）は、愛知県名古屋市中村区椿町に1983年2月19日、映画監督・若松孝二が開館した映画館（ミニシアター）。開館当時の正式名称は「K・WAKAMATSUシネマ・スコーレ」。「スコーレ」はラテン語で「学校」を意味する。開館時の客席数は59。日本の映画監督で自前の映画館を持った最初のケースと開館当時の文献に書かれている。このような上映活動に名古屋の映画ファンがどう反応するか注目された。

## 歴史

### 開館
若松は「若い映画製作者が自分の思うような映画を作っても、現実的にメジャー作品を配給する映画館ではそれを上映することが難しい」と考え、場を提供することを目的として映画館を作りたいと考えていた。当初は東京の新宿に映画館を開館させる予定だったが、条件の合う土地やビルがなく断念せざるを得なかった。
若松は知人が保有する名古屋駅西側のビルを借り、1983年（昭和58年）2月19日にシネマスコーレが開館した。支配人として、池袋文芸座にいた木全純治が就任した。
こけら落としは、若松の自作『犯された白衣』『テロルの季節』『聖少女拷問』の三本立てだったが、初日の観客40人、二日目30人、三日目40人と、まだ新聞の興行案内欄にも載らず、宣伝が行き渡っておらず苦戦した。プログラムは10日替わりで、次の1983年3月1日から10日は、当時カルト映画といわれた長谷川和彦監督の『太陽を盗んだ男』『青春の殺人者』の二本立てが、11日から20日は高橋伴明監督の『少女を襲う』と『日本の拷問』が上映された。

### 木全純治支配人時代
1992年（平成4年）以降には若松が知人の深作欣二監督、滝田洋二郎監督、阪本順治監督らをゲストに招いた映画合宿を主宰し、この映画合宿からは多くの映画人が生まれた。2003年（平成15年）に開館20周年を迎えた際、フラットだったホール内に傾斜を付けて鑑賞しやすくした。
2012年（平成24年）10月17日、オーナーの若松が交通事故後に死去し、シネマスコーレでは追悼上映が行われた。松江哲明監督の『フラッシュバックメモリーズ 3D』を上映するため、2012年（平成24年）末には日本のミニシアターとしては初めて3Dシステムを導入した。
2018年（平成30年）7月2日には上田慎一郎監督が低予算で製作したインディーズ映画『カメラを止めるな!』を公開し、連日満席となって立ち見となる大ヒットを記録した。シネマスコーレはK's cinemaとシネマ・ロサに次いで早く上映した映画館である。

### 坪井篤志支配人時代
2023年（令和5年）2月19日には開館40周年記念上映会とトークショーが開催された。同日には2代目支配人に坪井篤志が就任し、木全純治はシネマスコーレの代表となった。開館40周年記念企画として若松プロダクションをモデルとする映画『青春ジャック 止められるか、俺たちを2』が製作され、名古屋駅の表側にあるミッドランドスクエアシネマなどで全国公開された。俳優の東出昌大が木全役を、俳優の井浦新が若松役を演じている。開館40周年記念誌として『燃えよ！インディーズ2』が刊行された。
2024年8月、「名古屋国際映画祭」をうたう架空と思われる映画祭のウェブサイトでシネマスコーレの住所や写真が無断で使用されたと発表し、注意喚起を行った。

## 上映作品
名古屋駅太閤通口の路地の一角にある。メジャー配給会社が扱わない小規模な作品や自主映画を積極的に上映している。
若松孝二はピンク映画で映画監督デビューしており、当初は新東宝のピンク映画などを上映していた。1980年代中頃には韓国・インド・中国などのアジア映画の製作が盛んになり、開館4年目の1986年（昭和61年）にはアジア映画を主体とする形で落ち着いた。また、1980年代後半からは黒澤明や小津安二郎など日本の巨匠作品や、市川雷蔵主演の眠狂四郎シリーズ、マキノ正博の時代劇を集中上映するようになった。

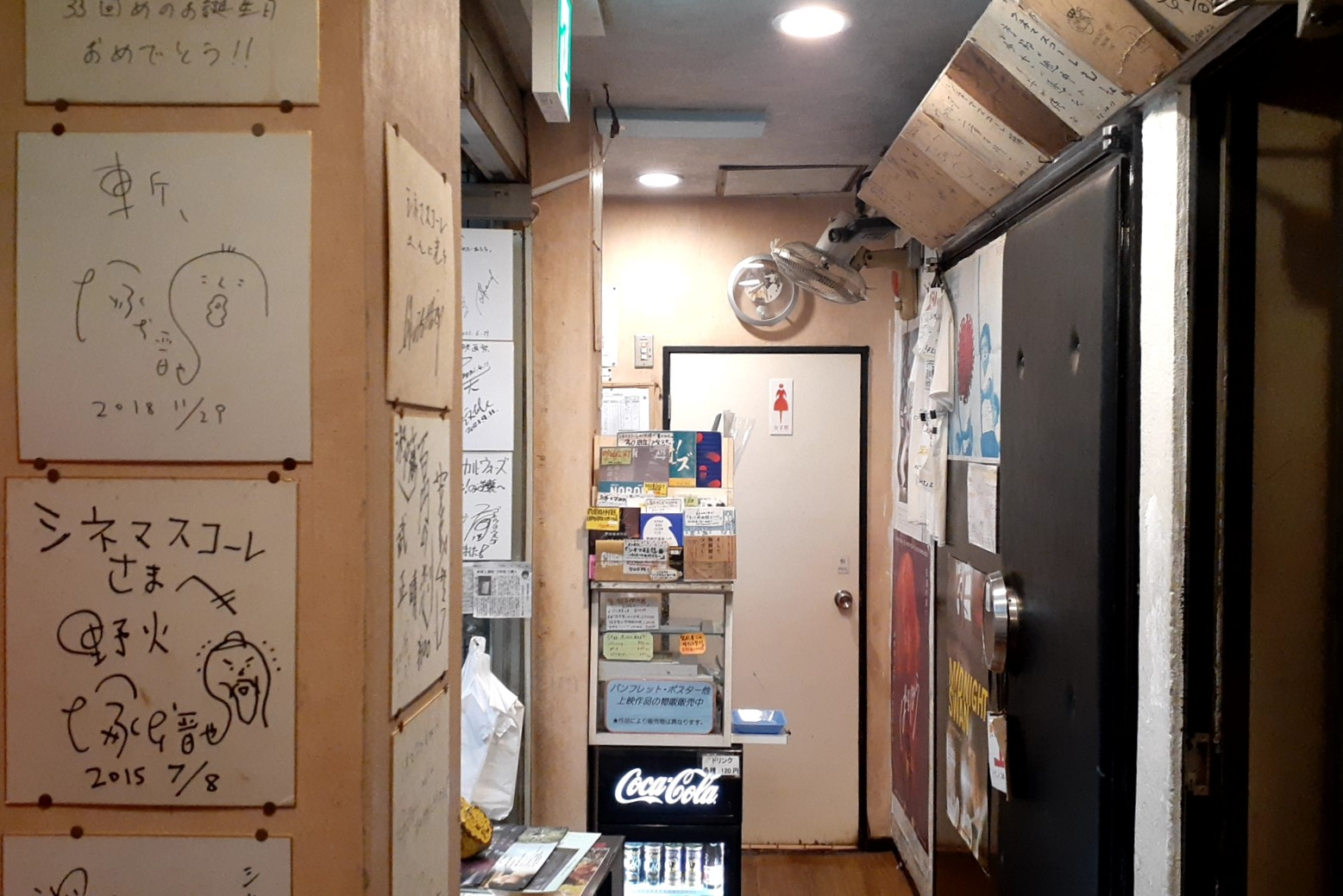
狭いロビー
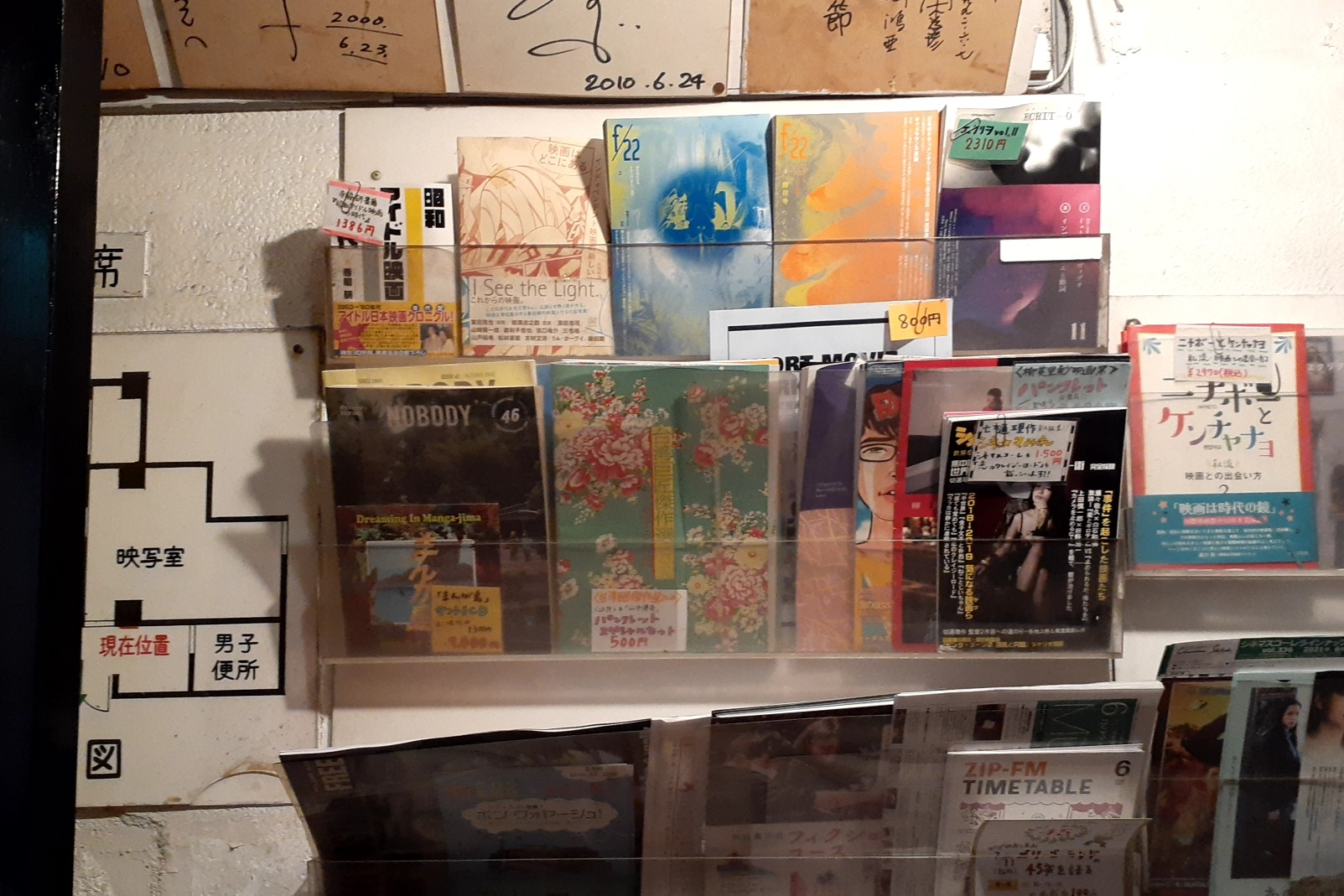
パンフレット棚
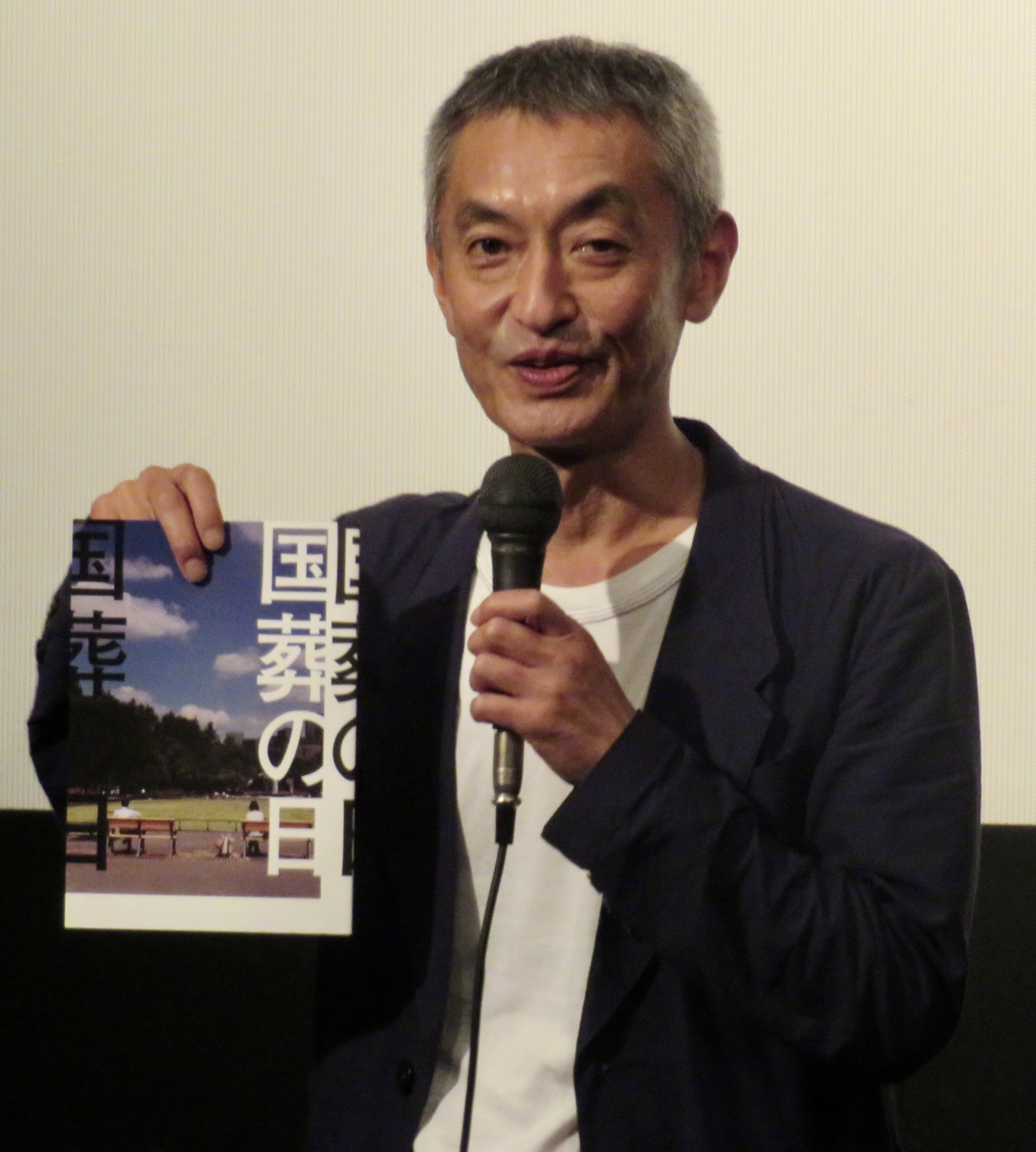
『国葬の日』の舞台挨拶に登壇した大島新

## 基礎情報
所在地
- 愛知県名古屋市中村区椿町8-12 アートビル1階

交通アクセス
- JR・名古屋市営地下鉄名古屋駅から徒歩約2分